# Verificação e validação
Verificação e validação são procedimentos independentes que são usados em conjunto para verificar se um produto, serviço ou sistema atende aos requisitos e especificações e se cumpre sua finalidade. Esses são componentes críticos de um sistema de gerenciamento de qualidade , como o ISO 9000 . As palavras "verificação" e "validação" às vezes são precedidas por "independente", indicando que a verificação e validação devem ser realizadas por um terceiro desinteressado. "Verificação e validação independentes" podem ser abreviadas como V&V
As  atividades  de  verificação  e  validação  (V&V)  servem para  assegurar  que  o  software funcione de acordo com o que foi especificado. A verificação tem como propósito averiguar se o software  está  de  acordo  com  as  especificações  preestabelecidas,  e  a  validação  é  o  processo  de confirmação de que o sistema está apropriado e consistente com os requisitos.

## Verificação
Fizemos o software corretamente?
Esta atividade se resume em responder a esta pergunta. A verificação tem o objetivo de avaliar se o que foi planejado realmente foi realizado. Ou seja, se os requisitos e funcionalidades documentados foram implementados, além disso a verificação também pode ser realizada para especificação de sistemas, para avaliar se os requisitos estão sendo documentados como deveriam e ainda prever falhas ou inconsistências entre requisitos.

## Validação
Fizemos o software correto?
A validação tem o objetivo de avaliar se o que foi entregue atende as expectativas do cliente. Ou seja, se os requisitos, independente do que foi planejado, estão sendo implementados para atender a regra de negócio do cliente, se o sistema é realmente aquilo que o cliente quer e está pagando para ter. A validação final do sistema é realizada pelo próprio cliente ou usuário.

## IEEE 1012
Criada em 1998, IEEE 1012 foi atualizada três vezes(2004, 2012 e 2016) pelo Instituto de Engenheiros Eletricistas e Eletrônicos (a maior organização profissional do mundo dedicada ao avanço da tecnologia em benefício da humanidade, fundada nos Estados Unidos ).
É um padrão de verificação e validação (V & V)em que seus processos são usados para determinar se os produtos de desenvolvimento de uma determinada atividade estão em conformidade com os requisitos dessa atividade e se o produto satisfaz seu uso pretendido e as necessidades do usuário. Os requisitos do processo de ciclo de vida de V & V são especificados para diferentes níveis de integridade. Esta norma se aplica a sistemas, softwares e hardwares que estão sendo desenvolvidos, mantidos ou reutilizados. O termo software também inclui firmware e micro código , e cada um dos termos sistema, software e hardware inclui documentação. Os processos de V & V incluem a análise, avaliação, revisão, inspeção, avaliação e teste de produtos.

### Objetivos
- Estabelecer uma estrutura comum dos processos, atividades e tarefas de V & V em suporte a todos os processos do ciclo de vida do sistema, software e hardware.
- Definir as tarefas de V & V, entradas necessárias e saídas necessárias em cada processo de ciclo de vida.
- Identificar as tarefas mínimas de V & V correspondentes a um esquema de integridade de quatro níveis.
- Definir o conteúdo do Plano de Verificação e Validação.[7]

## Exemplo
Imagine um fabricante de rolha. Ele recebe uma solicitação de rolhas de um determinado material, com tal diâmetro e tal comprimento. O fabricante faz as rolhas e testa o material, o diâmetro e o comprimento. Nesse caso ele fez uma VERIFICAÇÃO do que produziu. Verificar não significa que o fabricante tenha a certeza de que a rolha vai encaixar na garrafa, ele simplesmente garantiu que o produto dele está de acordo com o solicitado. Por outro lado, se o fabricante tentar fechar algumas garrafas com as rolhas que ele fabricou, ele estará VALIDANDO as mesmas, com isso, ele pode dizer se as rolhas funcionam, mas não se elas estão de acordo com o especificado.